# Sébastien Puygrenier
Sébastien Puygrenier (ur. 28 stycznia 1982 w Limoges) – francuski piłkarz grający na pozycji obrońcy w US Créteil-Lusitanos.

## Kariera klubowa
Karierę zaczynał w Stade Rennais. W Ligue 1 zadebiutował 22 lutego 2003 roku w przegranym meczu z Lyonem. Następnie w barwach Rennais rozegrał jeszcze dwa mecze. Po sezonie został wypożyczony do AS Nancy. Dobra gra zawodnika spowodowała, że w 2005 roku na zasadzie transferu definitywnego przeszedł do klubu z Nancy. Przez trzy kolejne lata rozegrał 95 meczów i strzelił 10 goli. 31 lipca 2008 roku podpisał kontrakt z Zenitem. W rosyjskim klubie zadebiutował w przegranym meczu z Rubinem Kazań. W zimowym okienku transferowym 2009 przeniósł się na zasadzie wypożyczenia do Boltonu. Latem 2009 roku powrócił do Francji. Najpierw przez dwa sezony występował w AS Monaco, a w sezonie 2012/2013 był graczem AS Nancy. Latem 2013 przeszedł do Karabüksporu. W latach 2014–2016 grał w AJ Auxerre. Latem 2016 przeszedł do US Créteil-Lusitanos.
| Sezon   | Klub                    | Kraj    | Rozgrywki      | Mecze | Bramki | Rozgrywki Europy   | Mecze | Bramki |
| ------- | ----------------------- | ------- | -------------- | ----- | ------ | ------------------ | ----- | ------ |
| 2002/03 | Stade Rennais FC        | Francja | Ligue 1        | 3     | 0      | -                  | -     | -      |
| 2003/04 | AS Nancy (wyp.)         | Francja | Ligue 2        | 27    | 0      | -                  | -     | -      |
| 2004/05 | AS Nancy (wyp.)         | Francja | Ligue 2        | 20    | 0      | -                  | -     | -      |
| 2005/06 | AS Nancy                | Francja | Ligue 1        | 32    | 1      | -                  | -     | -      |
| 2006/07 | AS Nancy                | Francja | Ligue 1        | 30    | 6      | Liga Europy UEFA   | 6     | 1      |
| 2007/08 | AS Nancy                | Francja | Ligue 2        | 33    | 3      | -                  | -     | -      |
| 2008/09 | Zenit Petersburg        | Rosja   | Priemjer-Liga  | 9     | 1      | Liga Mistrzów UEFA | 4     | 0      |
| 2008/09 | Bolton Wanderers (wyp.) | Anglia  | Premier League | 7     | 1      | -                  | -     | -      |
| 2009/10 | AS Monaco (wyp.)        | Francja | Ligue 1        | 36    | 2      | -                  | -     | -      |
| 2010/11 | AS Monaco (wyp.)        | Francja | Ligue 1        | 31    | 1      | -                  | -     | -      |
| 2011/12 | Zenit Petersburg        | Rosja   | Priemjer-Liga  | 0     | 0      | -                  | -     | -      |
| 2011/12 | AS Nancy (wyp.)         | Francja | Ligue 1        | 18    | 2      | -                  | -     | -      |
| 2012/13 | AS Nancy                | Francja | Ligue 1        | 36    | 7      | -                  | -     | -      |
| 2013/14 | Kardemir Karabükspor    | Turcja  | Süper Lig      | 8     | 0      | -                  | -     | -      |
| 2014/15 | AJ Auxerre              | Francja | Ligue 2        | 37    | 4      | -                  | -     | -      |
| 2015/16 | AJ Auxerre              | Francja | Ligue 2        | 38    | 3      | -                  | -     | -      |

Stan na: koniec sezonu 2015/2016